# Nationale Databank Flora en Fauna
De Nationale Databank Flora en Fauna (NDFF) is een Nederlands systeem waarmee gegevens over de geografische verspreiding van flora en fauna inzichtelijk gemaakt worden. Hierin zijn verschillende bestaande gegevensverzamelingen samengebracht en ontsloten. De databank wordt continu aangevuld met nieuwe natuurgegevens.
Sinds de invoering van de Flora- en faunawet in 2002 en de herziening van de Natuurbeschermingswet in 1998 is er grote behoefte aan natuurinformatie: waar bevinden zich welke al dan niet beschermde soorten planten en dieren? De destijds bestaande opslagsystemen en gegevensbestanden sloten vaak niet op elkaar aan, de aanwezige informatie was versnipperd en soms moeilijk toegankelijk. Met het doel een landelijke databank te creëren, zijn de Gegevensautoriteit Natuur (GaN), het Instituut voor Biodiversiteit en Ecosysteem Dynamica van de Universiteit van Amsterdam (UvA/IBED) en de Stichting VeldOnderzoek Flora en Fauna (VOFF) in 2007 van start gegaan met de NDFF.

## Inhoud en gebruik van de databank
Met de gegevens uit deze databank kan men niet alleen een goed beeld krijgen van de flora en fauna in Nederland, maar ook specifieke vragen beantwoorden zoals het voorkomen in een bepaald gebied van beschermde of bedreigde planten en dieren. De databank bevat uitsluitend gecontroleerde gegevens. 
Aan de hand van gegevens uit de NDFF kan naar verwachting natuuronderzoek veel doelmatiger worden uitgevoerd en kan het beleid beter hierop worden afgestemd. Zo zou bijvoorbeeld onnodige vertraging bij bouwprojecten kunnen worden voorkomen en zeldzame of gevoelige planten en dieren beter worden beschermd.
De databank is toegankelijk voor abonnementhouders en voor eenmalige leveringen. Een groot aantal gemeenten, provincies, terreinbeherende organisaties en waterschappen is abonnee van de NDFF.
Anno 2022 bevatte deze databank meer dan 150 miljoen gegevens, afkomstig van een groot aantal organisaties, waaronder Alterra (Landelijke vegetatiedatabank), de Vlinderstichting, EIS-Nederland, Floron, het Instituut voor Biodiversiteit en Ecosysteem Dynamica (IBED), het Natuurhistorisch Genootschap in Limburg, Nederlandse Mycologische Vereniging, RAVON, Stichting Staring Advies (Natuurdatabank Achterhoek en Liemers), Sovon Vogelonderzoek Nederland, de website Waarneming.nl en de Zoogdiervereniging.
In de toekomst zal naar verwachting de NDFF blijvend worden gevoed met natuurgegevens die via verschillende kanalen binnenstromen.
Aanvankelijk zou een speciaal orgaan, de GaN, de gegevens exploiteren en waken over de kwaliteit. In 2014 heeft de GaN echter haar activiteiten gestaakt, maar is de Nationale Databank Flora en Fauna blijven bestaan.
In 2020 hebben de twaalf provincies en het toenmalige ministerie van Landbouw, Natuur en Voedselkwaliteit (LNV) akkoord gegeven om het transitieplan voor de NDFF uit te gaan voeren. De eerste stap was het onderbrengen van de NDFF-organisatie bij BIJ12, de uitvoeringsorganisatie van de twaalf provincies. In november 2021 is deze stap voltooid en vanaf dat moment worden het beheer en de exploitatie van de NDFF verzorgd door BIJ12. In 2025 kwamen de door de NDFF beheerde natuurdata voor iedereen kosteloos beschikbaar. Het tot dan toe fungerende Natuurloket werd opgeheven.